# 生天目昭一
生天目 昭一（なばため しょういち、1927年 - ）は医事評論家。 

## 著書
- 『ガンと丸山ワクチン 改訂版』
- 『タバコは有害か?―「肺ガン=タバコ」説のウソをあばく』
- 『タバコがやめられない人の本―気にしている人・迷っている人・困っている人に』
- 『武見会長にもの申す―患者にも言わせてほしい 「医者にも言わせてほしい」に反論する』
- 『闇に哭く胎児たち―人工妊娠中絶』
- 『日本医師会を斬る―21世紀はヘルスケアは国民の手に戻る』

| スタブアイコン | サブスタブ | この項目は、まだ閲覧者の調べものの参照としては役立たない、人物に関連した書きかけの項目です。この項目を加筆・訂正などしてくださる協力者を求めています（P:人物伝/PJ:人物伝）。 |